# Novell

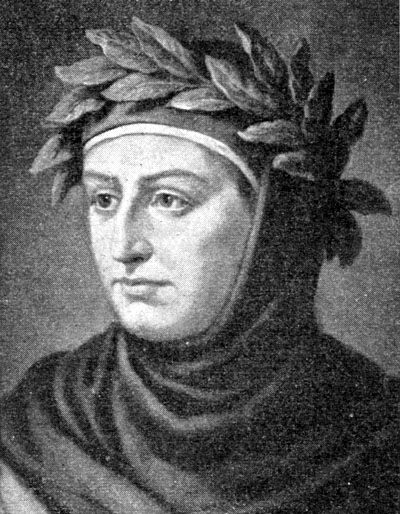
Giovanni Boccaccio, den förste store novellförfattaren.

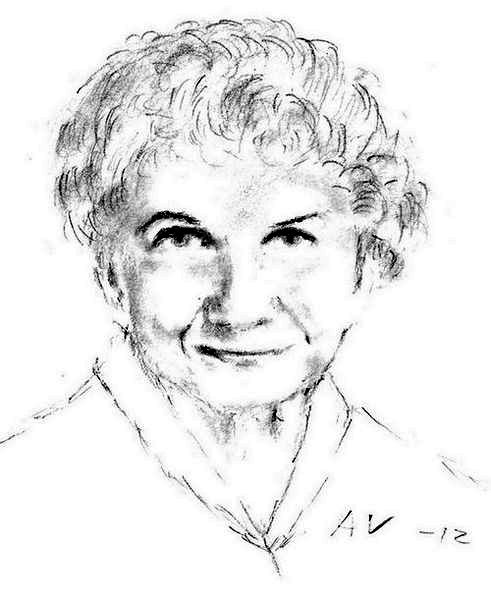
Alice Munro, "den samtida novellkonstens mästare", enligt motiveringen när hon fick Nobelpriset i litteratur 2013.

En novell är en kort prosaberättelse. Ordet kommer från italienskans novella, som betyder "nyhet". Det engelska ordet novel motsvaras på svenska av roman, medan novell på engelska heter short story ("kort berättelse"). En novellsamling är oftast en tryckt bok som innehåller flera noveller skrivna av samma författare. En samling av olika författares noveller kallas antologi. En del novellsamlingar har en ramberättelse. En helt kort novell benämns novellett.
Novellens första mästare brukar kallas Giovanni Boccaccio med sin Decamerone. Edgar Allan Poe och Arthur Conan Doyle bidrog till ett stort intresse för kriminalnovellen, och 2013 mottog kanadensiskan Alice Munro nobelpriset i litteratur för sin novellkonst.

## Definition
Texterna följer prosaisk struktur, och överstiger i regel inte 100 sidor och understiger sällan tre - då kallas de ofta istället novellett. Novellen bör vara av berättande karaktär samt vara kompositionellt enhetlig med en avslutande avrundning. Dessutom bör en rörelseriktning av episk grundstruktur äga rum - det vill säga, något bör hända. Många noveller har också en något överraskande avrundning med en slutpoäng. I jämförelse med romanen är novellen dock mindre episkt bred, och medan romanen ofta strävar att ge en sammanträngd tidsbild av samhällslivet eller av en persons hela utvecklingsgång så ger novellen ett intressant specialfall och arbetar helst med färdiga karaktärer. Novellen kan sägas vara en form, snarare än en genre. Även om novellen teoretiskt kan följa samma genremässiga indelning som romanen görs detta sällan, och det saknas en allmängiltigt gängse klassificering. Det har sannolikt att göra med att den mer kompakta modellen i mindre grad än romanen kan innehålla komplicerade intriger och utvecklingsförlopp som krävs för att särskilja de olika genrerna.
Edgar Allan Poe definierade 1842 en novell som att den ska kunna läsas i ett sträck utan avbrott. Den samtida skissen är en näraliggande genre som var mycket populär på 1800-talet. Längre noveller kallas ibland för kortroman.
Noveller är ofta samlade kring ett temas eller en geografisk plats, såsom Rudyard Kiplings Djungelboken. Några novellsamlingar har en ramberättelse, såsom Decamerone eller Tusen och en natt.
Formens motsvarighet på den facklitterära sidan är essän och på den dramatiska sidan av enaktaren. Uppmärksamma att den svenska definitionen av "Novell" ej bör misstas för det engelska ordet "Novel".

## Historia
Ursprungligen var en novell en berättelse om en nyhet av underhållande art, en anekdot i lätt framställning. Den moderna novellitteraturen har sitt ursprung i sagan och den fantastiska berättelsen. I outvecklad form förekom novellen (på vers) under medeltiden och odlades särskilt av de nordfranska trouvèrerna i form av fabliaux och contes, som blev givande källor för italienarna, när dessa på 1300-talet utvecklade novellens konstform. Övriga skattkammare, ur vilka den italienska novellistiken öste, var senantikens "Milesiska berättelser" samt en hel del österländska samlingar, såsom den indiska fabelsamlingen Hitopadeça (Bidpais fabler), De sju vise mästare, Gesta romanorum och Disciplina clericalis.
Novellens förste store mästare var italienaren Giovanni Boccaccio, som i sina 100 noveller i Decamerone bearbetade det tillgängliga berättelsestoffet. I Boccaccios efterfölje såg novellen en period av blomstring, men kom att glömmas bort under 1600- och 1700-talen. I Tyskland med de tyska romantikerna under 1800-talet blev novellen åter populär, med namn som Ludwig Tieck, E.T.A. Hoffmann och Heinrich von Kleist. Omkring samma tid skrev även franska romantiker som Alfred de Musset och Guy de Maupassant noveller, men inte med samma popularitet som romanen. Nikolaj Gogol blev den store föregångaren i rysk novellkonst. 1800-talet såg över huvud taget ett uppsving för novellkonsten, med framväxten av den periodiska pressen där både noveller och följetongsromaner trycktes. Ryssen Anton Tjechov anses vara en av novellkonstens stora mästare.
I Sverige användes novell som litterärt begrepp första gången 1810. En tidig pionjär var Vilhelm Fredrik Palmblad. Under romantiken var noveller ofta långa som nutida kortromaner. Den första novellsamlingen på svenska utgavs 1828, del ett av Fredrika Bremers Teckningar utur hvardagslifvet. Carl Jonas Love Almqvist skrev ett flertal noveller som ingår i ramverket Törnrosens bok. Stockholmsskildraren August Blanche gav ut novellsamlingar med ett sammanhållande motiv. Novellens popularitet i Sverige kulminerade under 1800-talets sista decennier bland annat med hjälp av de många periodiska litterära kalendrar och småhäften som gavs ut. Den samhällskritiska realismen med författare som August Strindberg gjorde novellen till en stor genre. Många kvinnliga författare som Anne Charlotte Leffler, Alfhild Agrell och Victoria Benedictsson skrev noveller. Selma Lagerlöf och Verner von Heidenstam gav ut novellsamlingar med historiska motiv. En av de mest kända och framgångsrika svenska novellisterna Hjalmar Söderberg gav med sina Historietter novellen en hanterlig och igenkännbar form, ibland med en överraskande vändning just i slutet. Under 1900-talets två första decennier blomstrade novellen med flanörförfattare som Hjalmar Söderberg, Sigfrid Siewertz och Bo Bergman, den sociala prosan hos borgerliga författare som Ludvig Nordström, Elin Wägner och Gustaf Hellström, och bland de första proletärförfattarna som Martin Koch och Maria Sandel. I proletärlitteraturens guldålder från 1930-talet var novellen en viktig genre, särskilt hos Ivar Lo-Johansson. 1940-talets modernism gav novellen ett nytt uppsving med författare som Stig Dagerman, Thorsten Jonsson, Mårten Edlund, Lars Ahlin och Tage Aurell.
I Storbritannien blev novellen stor under 1900-talets början, när James Joyce, Katherine Mansfield och Rudyard Kipling skrev omtyckta noveller, och Arthur Conan Doyle skapade med Sherlock Holmes ett stort intresse. I Edgar Allan Poes följe blev novellen stor under samma tid även i USA, med namn som Eudora Welty och Ernest Hemingway. Bland de mest produktiva novellförfattarna finns Anton Tjechov och Edward D. Hoch. Under 1900-talet framträdde också nyskapande novellförfattare från olika platser i världen där novellen tidigare haft litet inflytande, som sicilianaren Luigi Pirandello, Franz Kafka från Prag, japanen Akutagawa Ryūnosuke och argentinaren Jorge Luis Borges.
Under 1900-talets senare hälft har novellförfattare som Karen Blixen, Jorge Luis Borges, Julio Cortázar, Raymond Carver och Jayne Anne Phillips bidragit till novellens fortlevnad, och förläggare har givit ut en del novellsamlingar, men jämfört med romanen har den förblivit svårsåld. 2013 mottog kanadensaren Alice Munro nobelpriset i litteratur för sin novellkonst.

## Novellen idag
Under senare år har novellen fått ett uppsving, vilket bland annat förklaras med nobelpriset till Alice Munro samt möjligheten att publicera noveller som e-böcker och på internet. I Sverige ger förlaget Novellix ut noveller av både samtida och äldre novellförfattare. Tidskriften Granta har publicerat noveller som e-singlar.
I Storbritannien ökade försäljningen av noveller och novellsamlingar kraftigt under 2017.
Sveriges Radio sänder regelbundet specialskrivna radionoveller och utdelar Sveriges Radios novellpris sedan år 2002. En jury väljer ut fem av föregående års radionoveller som tävlande och vinnaren utses sedan av lyssnarna.

## Publicering av noveller
Det finns många sätt att publicera noveller på: i bokform, i tidningar, på webben eller som e-böcker.
Tack vare längden går det lätt att samla ihop flera noveller i en bok, novellsamlingar. Om novellerna är skrivna av olika författare kallas det antologi. Ibland kompletteras också kortare översatta romaner med en novell av samma författare, som i bokserien Spektras Deckaress.
Noveller publiceras i dagspress, veckotidningar och månatliga tidskrifter. Noveller i veckotidningar är ofta bara en eller några sidor lång, och avslutas i ett och samma nummer (i annat fall kallas den följetong). Dessa noveller är nästan alltid kärlekshistorier alternativt kriminalhistorier av ofta diskutabelt litterärt värde. Ibland anklagas deras författare för massproduktion, schabloner, av föga originella alster.
De flesta förlag har tidigare varit mer inriktade på att publicera romaner än noveller, men i och med e-bokens allt större spridning har detta förhållande börjat förändras.
Med internets framväxt har också egenpubliceringen av noveller på egna webbplatser och bloggar ökat. Det finns också specifika webbplatser för publicering av noveller.